# Moonbathers
Moonbathers – piąty studyjny album holenderskiego zespołu symfoniczno-metalowego Delain. Został wydany 26 sierpnia 2016 roku przez wytwórnię płytową Napalm Records.

## Lista utworów
Autorami utworów, jeśli nie podano inaczej, są Guus Eikens, Charlotte Wessels i Martijn Westerholt.
.
1. „Hands of Gold” – 5:09
2. „The Glory and the Scum” – 4:03
3. „Suckerpunch” (Eikens / de Jong / Wessels / Westerholt) – 4:09
4. „The Hurricane” – 3:44
5. „Chrysalis - The Last Breath” – 5:25
6. „Fire with Fire” – 4:09
7. „Pendulum” – 3:41
8. „Danse Macabre” – 5:07
9. „Scandal” (John Deacon / Brian May / Freddie Mercury / Roger Taylor) (cover Queen) – 4:03
10. „Turn the Lights Out” (Eikens / de Jong / Somers / Wessels / Westerholt) – 4:15
11. „The Monarch” – 3:39

## Twórcy
| Zespół Delain w składzie - Charlotte Wessels – śpiew - Timo Somers – gitara - Merel Bechtold – gitara - Martijn Westerholt – instrumenty klawiszowe - Otto Schimmelpenninck van der Oije – gitara basowa - Ruben Israël – perkusja | Gościnnie - Alissa White-Gluz – śpiew (utwór 1) - Timo Somers – śpiew, kompozycja (utwór 10) - Oliver Philipps – gitara, instrumenty klawiszowe - Guus Eikens – gitara, kompozycja - Hendrik Jan de Jong – kompozycja (utwory: 3, 10) |